# تيديان أو
تيديان أو (1935 - 30 مايو 2009) (بالفرنسية: Tidiane Aw)‏ ممثل سينمائي وكاتب سيناريو ومخرج ومنتج سنغالي. شارك في مجموعة من الأفلام الروائية والوثائقية والقصيرة.

## مسيرته
ولد في منطقة لوغا بالسنغال، ودرس في معهد التصوير السينمائي في هامبورغ، ألمانيا، وأكمل تدريبه السينمائي في باريس في مكتب التعاون الإذاعي (OCORA). يعتبر من بين رواد التلفزيون السنغالي، في زمن مامادو ديا، الذي كان رئيسًا لمجلس الحكومة السنغالية من 1957 إلى 1962، عمل تيديان في المقام الأول في التلفزيون التعليمي للقنوات المملوكة للدولة حتى عام 1972.
كان أول إنتاج لـتيديان عبارة عن فيلم وثائقي تعليمي مدته 35 دقيقة، والذي يستكشف عادات شعب ليبو، وتم إصداره في عام 1968. اشتغل تيديان مخرجا وكاتب سيناريو ومنتجا وممثلا لفيلم «السوار البرونزي» (Le Bracelet de bronze). كان أيضًا أول فيلم بالألوان له.

## أعماله
- 1968: Réalités
- 1971: Pour ceux qui savent
- 1973: Le Bracelet de bronze
- 1981: Le Certificat
- 1983: Soins de santé primaires

## روابط خارجية
- تيديان أو على موقع IMDb (الإنجليزية)
- تيديان أو على موقع كينوبويسك (الروسية)